# Debashree Mazumdar
Pour les articles homonymes, voir Mazumdar.
Debashree Mazumdar (née le 6 avril 1991 à Calcutta) est une athlète indienne, spécialiste du 400 m.

## Carrière
Elle remporte le titre de championne d'Asie du relais 4 x 400 m le 9 juillet 2017 à Bhubaneswar.

## Palmarès
| Date | Compétition         | Lieu        | Résultat | Épreuve   | Temps         |
| ---- | ------------------- | ----------- | -------- | --------- | ------------- |
| 2015 | Championnats d'Asie | Wuhan       | 2e       | 4 x 400 m | 3 min 33 s 81 |
| 2017 | Championnats d'Asie | Bhubaneswar | 1re      | 4 x 400 m | 3 min 31 s 34 |

## Records
| Épreuve | Épreuve   | Performance | Lieu      | Date         |
| ------- | --------- | ----------- | --------- | ------------ |
| 400 m   | Plein air | 53 s 30     | Bydgoszcz | 24 juin 2016 |